# Thorleif Haug
Thorleif Haug, norveški nordijski smučar, * 28. september 1894, Lier, † 12. december 1934.